# Saison 2004-2005 de la LHJMQ
Saison précédente Saison suivante
La saison 2004-2005 est la 36e saison de hockey sur glace de la Ligue de hockey junior majeur du Québec. L'Océanic de Rimouski, champion de la saison régulière, remporte les séries éliminatoires et la Coupe du président en battant en finale les Mooseheads d'Halifax.

## Contexte
Deux nouvelles récompenses sont intégrées : le trophée Kevin-Lowe pour le meilleur défenseur défensif ainsi que le trophée Guy-Carbonneau qui est remis au meilleur attaquant défensif.

## Saison régulière

### Classement
| Clt | Équipe                            | Division   | PJ | V  | D  | N  | DP | BP  | BC  | Pts |
| --- | --------------------------------- | ---------- | -- | -- | -- | -- | -- | --- | --- | --- |
| 1   | Océanic de Rimouski               | Est        | 70 | 45 | 17 | 5  | 3  | 333 | 239 | 98  |
| 2   | Mooseheads d'Halifax              | Atlantique | 70 | 42 | 16 | 10 | 2  | 242 | 172 | 96  |
| 3   | Huskies de Rouyn-Noranda          | Ouest      | 70 | 31 | 23 | 11 | 5  | 266 | 244 | 78  |
| 4   | Saguenéens de Chicoutimi          | Est        | 70 | 38 | 19 | 6  | 7  | 264 | 217 | 89  |
| 5   | Remparts de Québec                | Est        | 70 | 38 | 22 | 5  | 5  | 267 | 205 | 86  |
| 6   | Wildcats de Moncton               | Atlantique | 70 | 37 | 23 | 8  | 2  | 206 | 175 | 84  |
| 7   | Cataractes de Shawinigan          | Ouest      | 70 | 31 | 25 | 12 | 2  | 199 | 188 | 76  |
| 8   | Olympiques de Gatineau            | Ouest      | 70 | 33 | 28 | 5  | 4  | 216 | 237 | 75  |
| 9   | Screaming Eagles du Cap-Breton    | Atlantique | 70 | 32 | 27 | 8  | 3  | 206 | 195 | 75  |
| 10  | Maineiacs de Lewiston             | Est        | 70 | 32 | 30 | 8  | 0  | 214 | 209 | 72  |
| 11  | Voltigeurs de Drummondville       | Ouest      | 70 | 28 | 27 | 9  | 6  | 215 | 217 | 71  |
| 12  | Tigres de Victoriaville           | Ouest      | 70 | 26 | 36 | 4  | 4  | 186 | 254 | 60  |
| 13  | Drakkar de Baie-Comeau            | Est        | 70 | 24 | 37 | 5  | 4  | 208 | 280 | 57  |
| 14  | Rocket de l'Île-du-Prince-Édouard | Atlantique | 70 | 24 | 39 | 7  | 0  | 198 | 260 | 55  |
| 15  | Foreurs de Val-d'Or               | Ouest      | 70 | 21 | 37 | 10 | 2  | 189 | 236 | 54  |
| 16  | Titan d'Acadie-Bathurst           | Atlantique | 70 | 18 | 42 | 7  | 3  | 163 | 244 | 46  |

- En gras et en italique : champion de la saison régulière
- En gras : champion de division
- En italique : qualifié pour les séries éliminatoires

### Meilleurs pointeurs
| Clt | Joueur               | Équipe        | PJ | B  | A   | Pts | Pun |
| --- | -------------------- | ------------- | -- | -- | --- | --- | --- |
| 1   | Sidney Crosby        | Rimouski      | 62 | 66 | 102 | 168 | 84  |
| 2   | Dany Roussin         | Rimouski      | 69 | 54 | 62  | 116 | 66  |
| 3   | Marc-Antoine Pouliot | Rimouski      | 70 | 45 | 69  | 114 | 83  |
| 4   | Maxime Boisclair     | Chicoutimi    | 70 | 51 | 57  | 108 | 84  |
| 5   | David Desharnais     | Chicoutimi    | 68 | 32 | 65  | 97  | 39  |
| 6   | Stanislav Lašček     | Chicoutimi    | 53 | 18 | 72  | 90  | 92  |
| 7   | Alex Bourret         | Lewiston      | 65 | 31 | 55  | 86  | 172 |
| 8   | Alexandre Picard     | Lewiston      | 65 | 40 | 45  | 85  | 160 |
| 9   | Josh Hennessy        | Québec        | 68 | 35 | 50  | 85  | 39  |
| 10  | Brent Aubin          | Rouyn-Noranda | 70 | 41 | 43  | 84  | 73  |

## Séries éliminatoires
Les équipes classées de la 4e à la 13e place de la ligue s'affrontent en huitième de finale des séries éliminatoires. Elles retrouvent ensuite en quart de finale les premières équipes de chaque association qui sont qualifiées directement pour cette étape.
|  | Huitièmes de finale     | Huitièmes de finale            | Huitièmes de finale | Huitièmes de finale      |                       |                          | Quarts de finale | Quarts de finale | Quarts de finale | Quarts de finale |  |  | Demi-finales      | Demi-finales      | Demi-finales      | Demi-finales      |  |  | Finale         | Finale         | Finale         | Finale         |
|  |                         |                                |                     |                          |                       |                          |                  |                  |                  |                  |  |  |                   |                   |                   |                   |  |  |                |                |                |                |
|  |                         |                                |                     |                          |                       |                          | du 8 au 13 avril | du 8 au 13 avril | du 8 au 13 avril | du 8 au 13 avril |  |  | du 20 au 29 avril | du 20 au 29 avril | du 20 au 29 avril | du 20 au 29 avril |  |  | du 5 au 10 mai | du 5 au 10 mai | du 5 au 10 mai | du 5 au 10 mai |
|  |                         |                                |                     |                          |                       |                          | du 8 au 13 avril | du 8 au 13 avril | du 8 au 13 avril | du 8 au 13 avril |  |  | du 20 au 29 avril | du 20 au 29 avril | du 20 au 29 avril | du 20 au 29 avril |  |  | du 5 au 10 mai | du 5 au 10 mai | du 5 au 10 mai | du 5 au 10 mai |
|  |                         |                                |                     |                          |                       |                          | du 8 au 13 avril | du 8 au 13 avril | du 8 au 13 avril | du 8 au 13 avril |  |  | du 20 au 29 avril | du 20 au 29 avril | du 20 au 29 avril | du 20 au 29 avril |  |  | du 5 au 10 mai | du 5 au 10 mai | du 5 au 10 mai | du 5 au 10 mai |
|  |                         |                                |                     |                          |                       |                          | du 8 au 13 avril | du 8 au 13 avril | du 8 au 13 avril | du 8 au 13 avril |  |  | du 20 au 29 avril | du 20 au 29 avril | du 20 au 29 avril | du 20 au 29 avril |  |  | du 5 au 10 mai | du 5 au 10 mai | du 5 au 10 mai | du 5 au 10 mai |
|  | 1                       | Océanic de Rimouski            | 4                   | 4                        |                       |                          |                  |                  |                  |                  |  |  | du 20 au 29 avril | du 20 au 29 avril | du 20 au 29 avril | du 20 au 29 avril |  |  | du 5 au 10 mai | du 5 au 10 mai | du 5 au 10 mai | du 5 au 10 mai |
|  | 1                       | Océanic de Rimouski            | 4                   | 4                        | du 25 mars au 3 avril |                          |                  |                  |                  |                  |  |  | du 20 au 29 avril | du 20 au 29 avril | du 20 au 29 avril | du 20 au 29 avril |  |  | du 5 au 10 mai | du 5 au 10 mai | du 5 au 10 mai | du 5 au 10 mai |
|  |                         |                                | 10                  | Maineiacs de Lewiston    | 0                     | 0                        |                  |                  |                  |                  |  |  | du 20 au 29 avril | du 20 au 29 avril | du 20 au 29 avril | du 20 au 29 avril |  |  | du 5 au 10 mai | du 5 au 10 mai | du 5 au 10 mai | du 5 au 10 mai |
|  | 4                       | Saguenéens de Chicoutimi       | 10                  | Maineiacs de Lewiston    | 0                     | 0                        | 4                | 4                |                  |                  |  |  | du 20 au 29 avril | du 20 au 29 avril | du 20 au 29 avril | du 20 au 29 avril |  |  | du 5 au 10 mai | du 5 au 10 mai | du 5 au 10 mai | du 5 au 10 mai |
|  | 4                       | Saguenéens de Chicoutimi       | du 8 au 15 avril    |                          |                       |                          | 4                | 4                |                  |                  |  |  | du 20 au 29 avril | du 20 au 29 avril | du 20 au 29 avril | du 20 au 29 avril |  |  | du 5 au 10 mai | du 5 au 10 mai | du 5 au 10 mai | du 5 au 10 mai |
|  | 13                      | Drakkar de Baie-Comeau         | 2                   | 2                        |                       |                          |                  |                  |                  |                  |  |  | du 20 au 29 avril | du 20 au 29 avril | du 20 au 29 avril | du 20 au 29 avril |  |  | du 5 au 10 mai | du 5 au 10 mai | du 5 au 10 mai | du 5 au 10 mai |
|  | 13                      | Drakkar de Baie-Comeau         | 2                   | 2                        | 1                     | Océanic de Rimouski      | 4                | 4                |                  |                  |  |  |                   |                   |                   |                   |  |  | du 5 au 10 mai | du 5 au 10 mai | du 5 au 10 mai | du 5 au 10 mai |
|  | du 25 mars au 5 avril   |                                |                     |                          | 1                     | Océanic de Rimouski      | 4                | 4                |                  |                  |  |  |                   |                   |                   |                   |  |  | du 5 au 10 mai | du 5 au 10 mai | du 5 au 10 mai | du 5 au 10 mai |
|  |                         |                                | 4                   | Saguenéens de Chicoutimi | 1                     | 1                        |                  |                  |                  |                  |  |  |                   |                   |                   |                   |  |  | du 5 au 10 mai | du 5 au 10 mai | du 5 au 10 mai | du 5 au 10 mai |
|  | 5                       | Remparts de Québec             | 4                   | Saguenéens de Chicoutimi | 1                     | 1                        | 4                | 4                |                  |                  |  |  |                   |                   |                   |                   |  |  | du 5 au 10 mai | du 5 au 10 mai | du 5 au 10 mai | du 5 au 10 mai |
|  | 5                       | Remparts de Québec             | du 22 au 27 avril   |                          |                       |                          | 4                | 4                |                  |                  |  |  |                   |                   |                   |                   |  |  | du 5 au 10 mai | du 5 au 10 mai | du 5 au 10 mai | du 5 au 10 mai |
|  | 12                      | Tigres de Victoriaville        | 3                   | 3                        |                       |                          |                  |                  |                  |                  |  |  |                   |                   |                   |                   |  |  | du 5 au 10 mai | du 5 au 10 mai | du 5 au 10 mai | du 5 au 10 mai |
|  | 12                      | Tigres de Victoriaville        | 3                   | 3                        | 2                     | Mooseheads d'Halifax     | 4                | 4                |                  |                  |  |  |                   |                   |                   |                   |  |  | du 5 au 10 mai | du 5 au 10 mai | du 5 au 10 mai | du 5 au 10 mai |
|  | du 25 mars au 4 avril   |                                |                     |                          | 2                     | Mooseheads d'Halifax     | 4                | 4                |                  |                  |  |  |                   |                   |                   |                   |  |  | du 5 au 10 mai | du 5 au 10 mai | du 5 au 10 mai | du 5 au 10 mai |
|  |                         |                                | 8                   | Olympiques de Gatineau   | 1                     | 1                        |                  |                  |                  |                  |  |  |                   |                   |                   |                   |  |  | du 5 au 10 mai | du 5 au 10 mai | du 5 au 10 mai | du 5 au 10 mai |
|  | 6                       | Wildcats de Moncton            | 8                   | Olympiques de Gatineau   | 1                     | 1                        | 4                | 4                |                  |                  |  |  |                   |                   |                   |                   |  |  | du 5 au 10 mai | du 5 au 10 mai | du 5 au 10 mai | du 5 au 10 mai |
|  | 6                       | Wildcats de Moncton            | du 8 au 18 avril    |                          |                       |                          | 4                | 4                |                  |                  |  |  |                   |                   |                   |                   |  |  | du 5 au 10 mai | du 5 au 10 mai | du 5 au 10 mai | du 5 au 10 mai |
|  | 11                      | Voltigeurs de Drummondville    | 2                   | 2                        |                       |                          |                  |                  |                  |                  |  |  |                   |                   |                   |                   |  |  | du 5 au 10 mai | du 5 au 10 mai | du 5 au 10 mai | du 5 au 10 mai |
|  | 11                      | Voltigeurs de Drummondville    | 2                   | 2                        | 1                     | Océanic de Rimouski      | 4                | 4                |                  |                  |  |  |                   |                   |                   |                   |  |  |                |                |                |                |
|  |                         |                                |                     |                          | 1                     | Océanic de Rimouski      | 4                | 4                |                  |                  |  |  |                   |                   |                   |                   |  |  |                |                |                |                |
|  |                         |                                | 2                   | Mooseheads d'Halifax     | 0                     | 0                        |                  |                  |                  |                  |  |  |                   |                   |                   |                   |  |  |                |                |                |                |
|  |                         |                                |                     |                          | 0                     | 0                        |                  |                  |                  |                  |  |  |                   |                   |                   |                   |  |  |                |                |                |                |
|  |                         |                                |                     |                          |                       |                          |                  |                  |                  |                  |  |  |                   |                   |                   |                   |  |  |                |                |                |                |
|  |                         |                                |                     |                          |                       |                          |                  |                  |                  |                  |  |  |                   |                   |                   |                   |  |  |                |                |                |                |
|  | 3                       | Huskies de Rouyn-Noranda       | 4                   | 4                        |                       |                          |                  |                  |                  |                  |  |  |                   |                   |                   |                   |  |  |                |                |                |                |
|  | 3                       | Huskies de Rouyn-Noranda       | 4                   | 4                        | du 25 au 30 mars      |                          |                  |                  |                  |                  |  |  |                   |                   |                   |                   |  |  |                |                |                |                |
|  |                         |                                | 6                   | Wildcats de Moncton      | 2                     | 2                        |                  |                  |                  |                  |  |  |                   |                   |                   |                   |  |  |                |                |                |                |
|  | 7                       | Cataractes de Shawinigan       | 6                   | Wildcats de Moncton      | 2                     | 2                        | 0                | 0                |                  |                  |  |  |                   |                   |                   |                   |  |  |                |                |                |                |
|  | 7                       | Cataractes de Shawinigan       | du 8 au 16 avril    |                          |                       |                          | 0                | 0                |                  |                  |  |  |                   |                   |                   |                   |  |  |                |                |                |                |
|  | 10                      | Maineiacs de Lewiston          | 4                   | 4                        |                       |                          |                  |                  |                  |                  |  |  |                   |                   |                   |                   |  |  |                |                |                |                |
|  | 10                      | Maineiacs de Lewiston          | 4                   | 4                        | 2                     | Mooseheads d'Halifax     | 4                | 4                |                  |                  |  |  |                   |                   |                   |                   |  |  |                |                |                |                |
|  | du 25 mars au 1er avril |                                |                     |                          | 2                     | Mooseheads d'Halifax     | 4                | 4                |                  |                  |  |  |                   |                   |                   |                   |  |  |                |                |                |                |
|  |                         |                                | 3                   | Huskies de Rouyn-Noranda | 0                     | 0                        |                  |                  |                  |                  |  |  |                   |                   |                   |                   |  |  |                |                |                |                |
|  | 8                       | Olympiques de Gatineau         | 3                   | Huskies de Rouyn-Noranda | 0                     | 0                        | 4                | 4                |                  |                  |  |  |                   |                   |                   |                   |  |  |                |                |                |                |
|  | 8                       | Olympiques de Gatineau         |                     |                          |                       |                          |                  | 4                |                  |                  |  |  |                   |                   |                   |                   |  |  |                |                |                |                |
|  | 9                       | Screaming Eagles du Cap-Breton | 1                   | 1                        |                       |                          |                  |                  |                  |                  |  |  |                   |                   |                   |                   |  |  |                |                |                |                |
|  | 9                       | Screaming Eagles du Cap-Breton | 1                   | 1                        | 4                     | Saguenéens de Chicoutimi | 4                | 4                |                  |                  |  |  |                   |                   |                   |                   |  |  |                |                |                |                |
|  |                         |                                |                     |                          | 4                     | Saguenéens de Chicoutimi | 4                | 4                |                  |                  |  |  |                   |                   |                   |                   |  |  |                |                |                |                |
|  |                         |                                | 5                   | Remparts de Québec       | 2                     | 2                        |                  |                  |                  |                  |  |  |                   |                   |                   |                   |  |  |                |                |                |                |
|  |                         |                                |                     |                          | 2                     | 2                        |                  |                  |                  |                  |  |  |                   |                   |                   |                   |  |  |                |                |                |                |
|  |                         |                                |                     |                          |                       |                          |                  |                  |                  |                  |  |  |                   |                   |                   |                   |  |  |                |                |                |                |
|  |                         |                                |                     |                          |                       |                          |                  |                  |                  |                  |  |  |                   |                   |                   |                   |  |  |                |                |                |                |
|  |                         |                                |                     |                          |                       |                          |                  |                  |                  |                  |  |  |                   |                   |                   |                   |  |  |                |                |                |                |
|  |                         |                                |                     |                          |                       |                          |                  |                  |                  |                  |  |  |                   |                   |                   |                   |  |  |                |                |                |                |

## Équipes d'étoiles
La ligue sélectionne trois équipes d'étoiles dont une pour les recrues.

### Première équipe
- Gardien de but : Julien Ellis-Plante, Cataractes de Shawinigan
- Défenseur gauche : Nicolas Marcotte, Saguenéens de Chicoutimi
- Défenseur droit : Mario Scalzo, Tigres de Victoriaville et Océanic de Rimouski
- Ailier gauche : Maxime Boisclair, Saguenéens de Chicoutimi
- Centre : Marc-Antoine Pouliot, Océanic de Rimouski
- Ailier droit : Sidney Crosby, Océanic de Rimouski

### Deuxième équipe
- Gardien de but : Corey Crawford, Wildcats de Moncton
- Défenseur gauche : Sam Roberts, Olympiques de Gatineau
- Défenseur droit : Alexandre Picard, Maineiacs de Lewiston
- Ailier gauche : Dany Roussin, Océanic de Rimouski
- Centre : David Desharnais, Saguenéens de Chicoutimi
- Ailier droit : Alex Bourret, Maineiacs de Lewiston

### Équipes des recrues
- Gardien de but : Maxime Joyal, Remparts de Québec
- Défenseur gauche : Oskars Bārtulis, Wildcats de Moncton
- Défenseur droit : Kristopher Letang, Foreurs de Val-d'Or
- Ailier gauche : Viatcheslav Troukhno, Rocket de l'Île-du-Prince-Édouard
- Centre : Derick Brassard, Voltigeurs de Drummondville
- Ailier droit : Aleksandr Radoulov, Remparts de Québec

## Trophées
Quatre récompenses collectives et vingt-et-une individuelles sont décernées.

### Récompenses collectives
- Coupe du président (champions des séries éliminatoires) : Océanic de Rimouski
- Trophée Jean-Rougeau (champions de la saison régulière) : Océanic de Rimouski
- Trophée Robert-Lebel (meilleure moyenne de buts encaissés) : Mooseheads d'Halifax
- Trophée Luc-Robitaille (plus grand nombre de buts marqués) : Océanic de Rimouski

### Récompenses individuelles
- Trophée Jean-Béliveau (meilleur pointeur) : Sidney Crosby, Océanic de Rimouski
- Trophée Jacques-Plante (meilleure moyenne de buts encaissés) : Julien Ellis, Cataractes de Shawinigan
- Trophée Michel-Bergeron (recrue offensive de l'année) : Derick Brassard, Voltigeurs de Drummondville
- Trophée Frank-J.-Selke (joueur le plus gentilhomme) : David Desharnais, Saguenéens de Chicoutimi
- Trophée Michel-Brière (meilleur joueur) : Sidney Crosby, Océanic de Rimouski
- Trophée Émile-Bouchard (défenseur de l'année) : Mario Scalzo, Océanic de Rimouski
- Trophée Guy-Lafleur (meilleur joueur des séries éliminatoires) : Sidney Crosby, Océanic de Rimouski
- Trophée Michael-Bossy (meilleur espoir) : Sidney Crosby, Océanic de Rimouski
- Trophée Raymond-Lagacé (recrue défensive de l'année) : Maxime Joyal, Remparts de Québec
- Trophée Marcel-Robert (meilleur étudiant) : Guillaume Demers, Screaming Eagles du Cap-Breton
- Trophée Paul-Dumont (personnalité de l'année) : Sidney Crosby, Océanic de Rimouski
- Trophée John-Horman (administrateur de l'année) : Éric Verrier, Voltigeurs de Drummondville
- Coupe Telus - Offensif (joueur offensif de l'année) : Sidney Crosby, Océanic de Rimouski
- Coupe Telus - Défensif (joueur défensif de l'année) : Martin Houle, Screaming Eagles du Cap-Breton
- Trophée Jean-Sawyer (meilleur directeur marketing) : Michel Boivin et Pierre Cardinal, Saguenéens de Chicoutimi
- Coupe RDS (meilleure recrue) : Derick Brassard, Voltigeurs de Drummondville
- Trophée Ron-Lapointe (meilleur entraîneur) : Richard Martel, Cataractes de Shawinigan
- Plaque Wittnauer (plus grande implication dans la communauté) : Guillaume Desbiens, Huskies de Rouyn-Noranda
- Coupe Postes Canada (meilleur joueur) : Sidney Crosby, Océanic de Rimouski
- Trophée Kevin-Lowe (meilleur défenseur défensif) : Nathan Saunders, Wildcats de Moncton
- Trophée Guy-Carbonneau (meilleur attaquant défensif) : Simon Courcelles, Remparts de Québec